# Gers (rzeka)
Gersⓘ – rzeka we Francji, przepływająca przez tereny departamentów Pireneje Wysokie, Gers oraz Lot i Garonna, o długości 175,6 km. Stanowi dopływ rzeki Garonny. 
Gers przepływa przez miasto Auch.